# Факультативний протокол до Конвенції про ліквідацію всіх форм дискримінації щодо жінок
Факультати́вний протоко́л до Конве́нції про ліквіда́цію всіх форм дискриміна́ції що́до жіно́к — юридично обов'язкова для держав-учасниць міжнародна угода, яка встановлює механізми подання скарг та запитів відповідно до Конвенції про ліквідацію всіх форм дискримінації щодо жінок. Держави-учасниці протоколу дозволяють Комітету з ліквідації дискримінації щодо жінок заслуховувати скарги окремих осіб або розслідувати «серйозні чи систематичні порушення» конвенції. Протокол призвів до низки рішень проти держав-учасниць щодо таких питань, як домашнє насильство, відпустка по догляду за дитиною та примусова стерилізація.